# Anton Kurvers

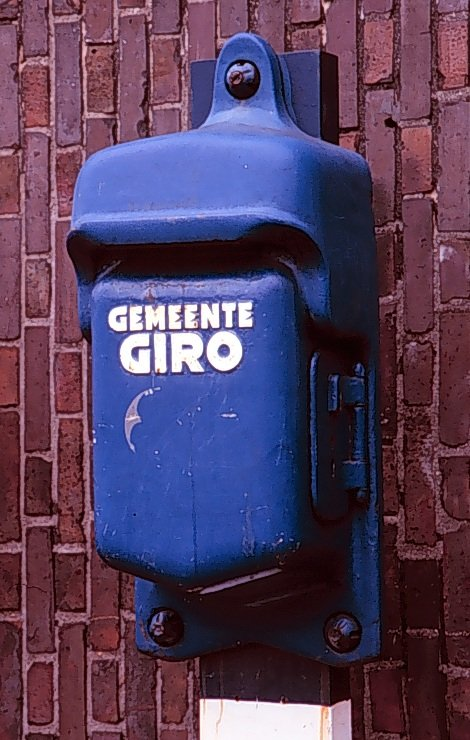
Gemeentegirobus in Amsterdam

Antonius (Anton) Kurvers (Den Haag, 23 juli 1889 - Amsterdam, 29 januari 1940) was een Nederlands kunstenaar. Hij was tekenaar, lithograaf, binnenhuisarchitect, meubelontwerper, textielkunstenaar, decoratieschilder, industrieelontwerper, grafisch vormgever en boekbandontwerper. Hij was werkzaam in Den Haag tot 1908, in Utrecht tot 1911, daarna in Haarlem. Ten slotte was Kurvers van 1918 tot 1940 werkzaam (adjunct-bureauchef) bij de Dienst der Publieke Werken van de Gemeente Amsterdam.
Hij was ontwerper van openbare gebruiksvoorwerpen (straatmeubilair), zoals de hangende blauwe Gemeentegiro-bus die hij in 1926 bij Dienst der Publieke Werken in Amsterdam realiseerde. Ook ontwierp hij voor de Nederlandse PTT in 1929 een hangende rode brievenbus Holland, alsmede in 1936 een blauwe postzegelautomaat.
In de jaren 20 ontwierp Kurvers drie omslagen voor het befaamde tijdschrift Wendingen, onder meer voor het poppen- en marionettennummer uit 1928. Tevens ontwierp hij het omslag van de gemeentelijke publicatie Amsterdam - Stadsontwikkeling - Volkshuisvesting en vele andere publicaties. Zijn stijl kenmerkt zich door een sterke hang naar versiering en elegante decoratie.

## Enkele ontwerpen

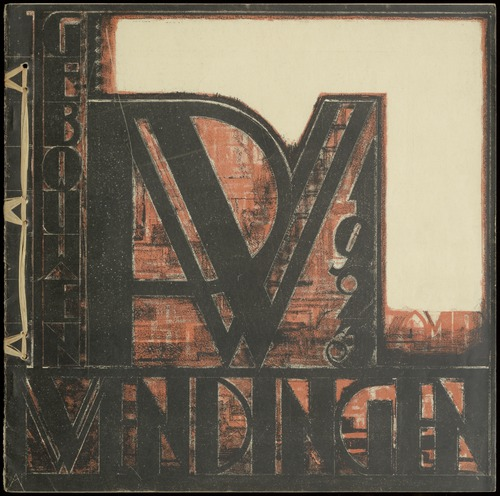
Wendingen juli 1923
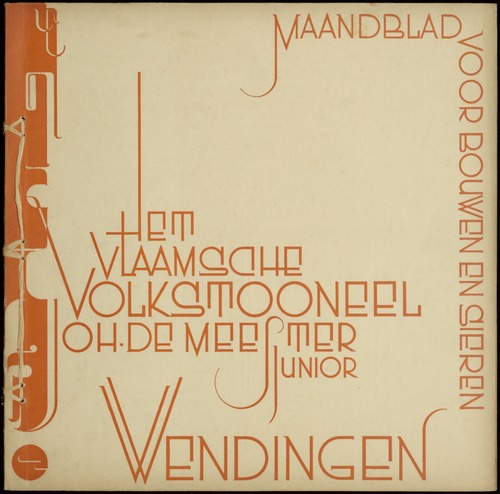
Wendingen maart 1927
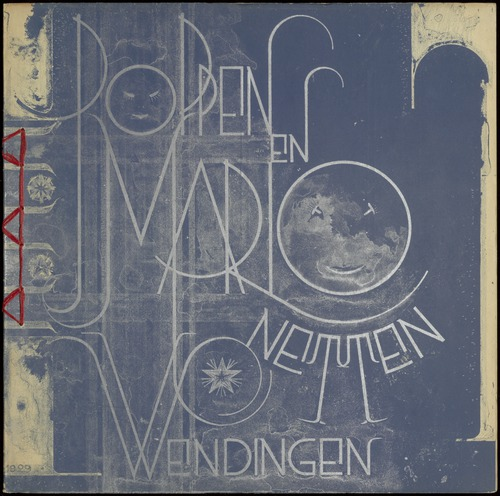
Wendingen nov. 1928

- Biografisch Portaal: 33596173
- International Standard Name Identifier: 0000 0000 4632 5899
- Library of Congress Control Number: nr00008421
- Nederlandse Thesaurus van Auteursnamen: 159653584
- RKD-Nederlands Instituut voor Kunstgeschiedenis: 46941
- Union List of Artist Names: 500465367
- Virtual International Authority File: 36754141
- WorldCat: E39PBJpytRcWrRP4y8y6QYWFKd